# Xã Sargent, Quận Custer, Nebraska
Xã Sargent (tiếng Anh: Sargent Township) là một xã thuộc quận Custer, tiểu bang Nebraska, Hoa Kỳ. Năm 2010, dân số của xã này là 671 người.